# Soft Power
Soft Power, im Deutschen auch als weiche Macht oder sanfte Macht bezeichnet, ist ein von Joseph Nye geprägter politikwissenschaftlicher Begriff, der die politische Machtausübung (insbesondere die Einflussnahme in den internationalen Beziehungen) auf Grundlage kultureller Attraktivität, der Ideologie und auch mit Hilfe Internationaler Institutionen beschreibt. Zentrales Merkmal der Soft Power ist die Machtausübung durch die Beeinflussung der Ziele politischer Akteure, ohne dass dazu (wirtschaftliche) Anreize oder (militärische) Bedrohungen eingesetzt werden.

## Konzeptualisierung

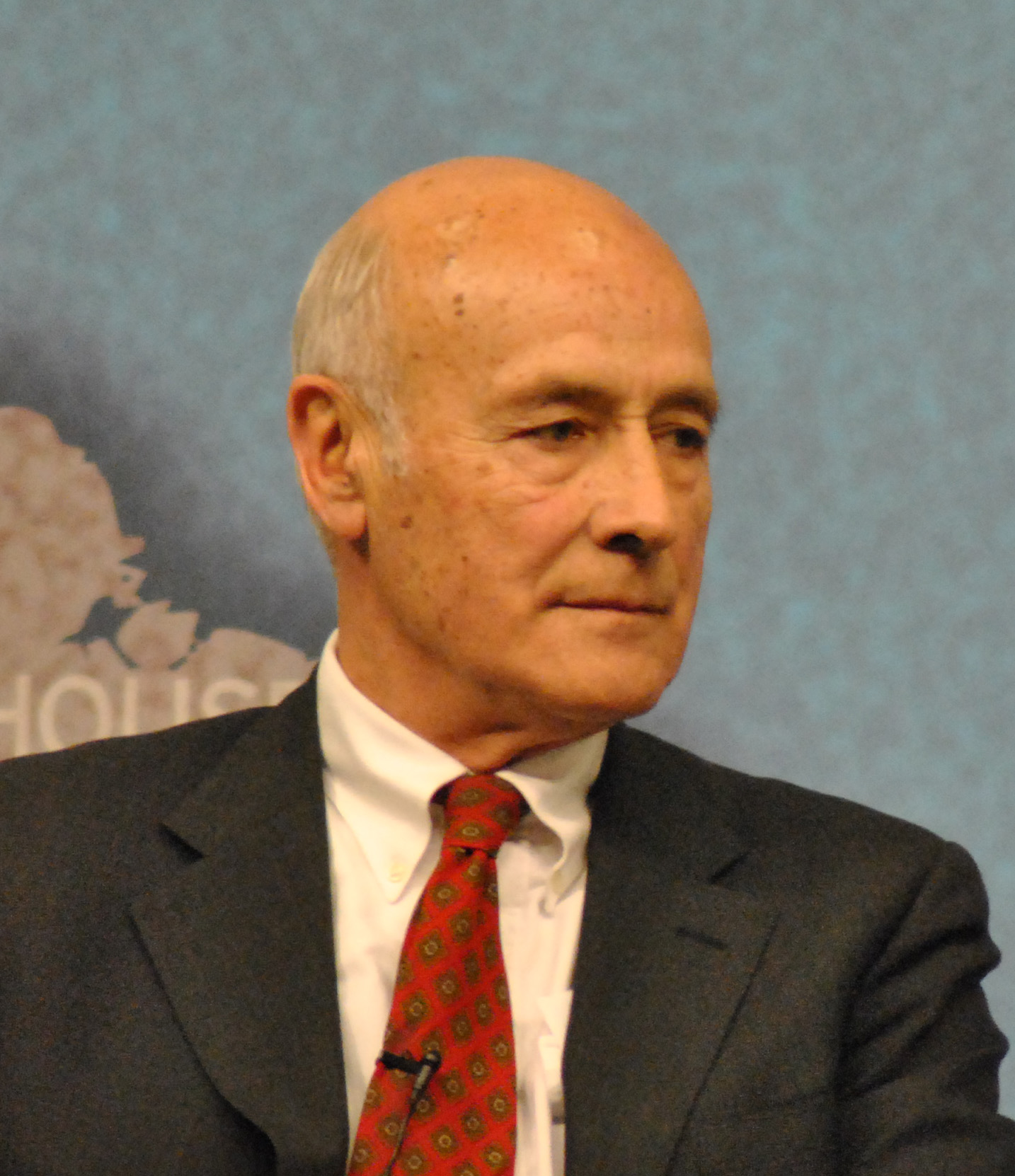
Joseph Nye (2011)

Nach Joseph S. Nye ist das gängige Verständnis von Power eine bewusste, aktiv getroffene Handlung, die sich insbesondere in Kontrolle und Befehlen äußert. Hierzu schreibt Joseph S. Nye: „The skeptics who want to define power only as deliberate acts of command and control are ignoring the second, or structural, face of power – the ability to get the outcomes you want without having to force people to change their behavior through threats or payments“. Die Fähigkeit, andere Akteure dazu zu bewegen, denselben politischen Willen zu entwickeln und folglich dieselben Ziele zu verfolgen wie ein Staat selbst würde bei einer engeren Auslegung des Begriffs Power nicht als powerful bewertet.
Soft Power wird von Nye in Abgrenzung und als Gegensatz zur Hard Power, die ökonomische und militärische Stärke voraussetzt und auf der Grundlage von (ökonomischen) Anreizen oder (militärischen) Bedrohungen besteht, entwickelt. Sie wird als neben Hard Power weiterer, indirekter Weg politischer Machtausübung beschrieben und ist auf die Fähigkeit (politischer Akteure) gestützt, die politischen Präferenzen anderer Akteure zu beeinflussen. Diese Fähigkeit zur Beeinflussung und Formung politischer Präferenzen ist entsprechend der Konzeptualisierung Nyes und im Unterschied zur Machtausübung auf Grundlage von wirtschaftlichen und militärischen Anreizen und Bedrohungen eng an immaterielle Werte gebunden. Bedeutend dabei ist, dass diese Werte eine anziehende Wirkung entfalten oder geteilt werden. Ressourcen der Soft Power sind dementsprechend Werte, die eine solche Anziehung hervorrufen.
Nye zeigt drei primäre Quellen der Soft Power von Staaten auf: die Kultur, die politischen Werte und die auswärtige Politik. Jürgen Hartmann macht Religion und Sprache als von jeher bedeutende Quellen der Soft Power aus, in der Neuzeit zudem auch Wissenschaft und Technik. Auf dieser Grundlage stellt die Soft Power die Fähigkeit politischer Akteure, womit im internationalen Kontext zumeist Staaten gemeint sind, dar, andere Akteure dazu zu bewegen, denselben politischen Willen zu entwickeln und folglich dieselben Ziele zu verfolgen, wie man selbst. Nyes Konzept entsprechend, ist die Soft Power von jeher ein Schlüsselelement politischer Führung. Das Zusammenspiel von Soft- und Hard Power kann nach Nye sowohl gegenseitig bestärkend als auch gegenseitig beeinträchtigend sein.
Die Fähigkeit eines Akteurs zur erfolgreichen Kombination von Soft Power und Hard Power benennt Nye als Smart Power.

## Begriffsgeschichte
Nye hat den Begriff Soft Power in seiner 1990 erschienenen Monographie Bound to lead: the changing nature of American power eingeführt und in seinem 2004 erschienenen Buch Soft Power: The Means to Success in World Politics weiterentwickelt. Insbesondere im politikwissenschaftlichen Teilbereich Internationale Beziehungen ist der Begriff inzwischen etabliert, wobei man sich zumeist auf die von Nye gegebene Definition bezieht. Zunehmend findet der Begriff auch in der Presseberichterstattung Anwendung.

## Anwendende Staaten

### Vereinigte Staaten
Das Aushängeschild für Nyes Konzept der Soft Power sind die Vereinigten Staaten. In dem Vierteljahrhundert nach ihrem Sieg im Kalten Krieg zogen die USA die Welt mit liberal-demokratischer Politik, freier Marktwirtschaft und Grundwerten wie den Menschenrechten in ihren Bann. Mit dem geschickten Einsatz von Soft Power gelang es dem amerikanischen Liberalismus, eine Rekordzahl politischer, wirtschaftlicher und wertebezogener Vereinbarungen durch ein neues System zu ersetzen. In dem Versuch, dieses neue System nachhaltig zu gestalten und ihre ehemaligen Konkurrenten noch enger an sich zu binden, führten die USA eine Initiative zur Gründung und Erweiterung internationaler Institutionen an, die ihre neue Ordnung unterstützen sollten. Institutionen wie die Welthandelsorganisation, die Weltbank und der Internationale Währungsfonds haben die Führungsrolle der USA erfolgreich durch die Regeln und Normen legitimiert, die ihre internationale Ordnung definierten. Mit dem Aufstieg Chinas stellt sich allerdings immer mehr die Frage, ob Nyes traditionelle Definition von Soft Power an Bedeutung verloren hat.

### Deutschland
Deutschland ist nach Ansicht von Herfried Münkler als Mittelmacht stärker auf den Einsatz von Soft Power angewiesen als eine Groß-, Welt- oder Supermacht. Georg Schütte rät Deutschland, sich stärker auf seine Soft Power zu besinnen. So verfüge Deutschland mit Bildung zwar über eine wichtige Ressource, mache diese aber nicht hinreichend in einer Soft-Power-Politik nutzbar. Schütte plädiert daher dafür, die deutsche Wissenschaftspolitik stärker mit der Wirtschafts-, Entwicklungs- und Außenpolitik zu verzahnen, auch um den Vorsprung, den andere Länder bereits erreicht hätten, auszugleichen.

### Europäische Union
Die Europäische Union ist das Ergebnis friedlicher Einigungsprozesse im Zuge mehrfacher Erweiterungen und der kontinuierlichen Europäischen Integration. Zur Soft Power der EU tragen Europäische Werte und die Erschaffung einer gemeinsamen Europäischen Identität bei. Ihre Geschichte wird teils als ihre stärkste Quelle von Soft Power betrachtet. Für ihre sechs Jahrzehnte währenden Bemühungen um Frieden, Versöhnung, Demokratie und Menschenrechte erhielt die EU im Jahr 2012 den Friedensnobelpreis.
Ein wesentlicher Aspekt von Soft Power ist die Diplomatie.
In ihrer Eigenschaft als Institution, deren Existenz auf Soft Power beruht, wird der EU teils eine Vermittlerrolle als Peacemaker in internationalen Konflikten zugeschrieben. Allerdings sind es meist einzelne Staaten, die eine vermittelnde Rolle in internationalen Konflikten einnehmen. Die EU wird u. a. als Ressourcengeber für die finanzielle Unterstützung von Aufbauarbeiten nach Krisenende aktiv.

### Russland
Die russischen Staatsmedien wie RT oder Russia Beyond the Headlines sollten ab 2005 respektive 2007 gemäß dem Prinzip ‚Soft Power‘ ein positives Russlandbild vermitteln und derart befreundete Staaten „bei der Stange halten“. Schon ab 2008 wurde diese Idee teils aufgegeben und es wurde zur Bekämpfung westlicher Werte übergegangen. Bis Januar 2014 war die anstelle einer Attraktivität für Investitionen eine Ernüchterung über die politische Entwicklung getreten.

### China
China nennt seine Imagekampagne „Charme-Offensive“.

## Soft Power Survey
Das internationale Nachrichten- und Lifestylemagazin Monocle stellt alljährlich einen Soft Power Survey auf. Für das Jahr 2012 belegte demnach Deutschland hinter dem Vereinigten Königreich (1. Platz) und den Vereinigten Staaten (2. Platz) den dritten Platz. Der Ende 2013 veröffentlichte Soft Power Survey listete Deutschland sodann auf Platz 1. 2014 nahm Deutschland vor dem Vereinigten Königreich und hinter den Vereinigten Staaten den zweiten Platz ein.